# Wladimir Wassiljewitsch Gribkow
Wladimir Wassiljewitsch Gribkow (russisch Владимир Васильевич Грибков; * 2.jul. / 15. Mai 1902greg. in Woronesch, Russisches Kaiserreich; † 22. Oktober 1960 in Moskau, RSFSR, UdSSR) war ein sowjetischer Theater- und Film-Schauspieler, Synchronsprecher sowie Estrada-Künstler.

## Leben und Leistungen
Wladimir Gribkow wurde als Sohn des Kochs Wassili Mitrofanowitsch Gribkow und der Schneiderin Jekatarina Pawlowna Gribkowa geboren, verlor seinen Vater aber bereits mit 12 Jahren. Er absolvierte in seiner Geburtsstadt sowohl die schulische Laufbahn wie auch seine Schauspielausbildung und arbeitete unter anderem bei der Eisenbahnmiliz, um seinen Lebensunterhalt zu bestreiten.
Gribkow trat 1924 dem Tschechow-Kunsttheater Moskau bei, wo er bis 1938 und von 1944 bis zu seinem Tod aktiv war. Seine bedeutendsten Rollen gab er in einer Adaption von Charles Dickens’ Die Pickwickier (1934) und in Oleksandr Kornijtschuks Платон Кречет (Platon Kretschet) (1935). Weitere bekannte Inszenierungen unter seiner Beteiligung waren Zar Fedor Iwanowitsch nach Alexei K. Tolstoi, Auferstehung nach dem Roman von Lew Tolstoi und Michail Bulgakows Alexander Puschkin. Seine letzte Rolle verkörperte Gribkow im Jahr seines Todes in einer Bearbeitung von Fjodor Dostojewskis Die Brüder Karamasow.
Gribkows Filmografie umfasst 34 Werke, zumeist war er in Nebenrollen zu sehen. Nur wenige seiner Filme wurden im Ausland bekannt, darunter der Märchenfilm Das Zauberkorn, in dem der erst 39-Jährige dank Kostüm und Maske den wesentlich älter wirkenden Doktor Allwissend spielte. Mit Iwan Perewersew, seinem Filmpartner in Das Zauberkorn, arbeitete er auch in Der Weg zum K.O. zusammen, in dem Monumentalfilm Das unvergeßliche Jahr 1919 hatte einen Cameo-Auftritt. Gribkow war darüber hinaus in mehreren Animationsfilmen als Sprecher zu hören, u. a. lieh er in Die Schneekönigin (1957) der Figur des Ole Lukøje seine Stimme.
Wladimir Gribkow starb 58-jährig und wurde auf dem Wwedenskoje-Friedhof in Moskau beigesetzt.

## Ehrungen
1948 erhielt Gribkow den Orden Zeichen der Ehre und den Titel Verdienter Künstler der RSFSR. 1952 wurde er für seinen Auftritt in Lew Tolstois Плоды просвещения (Plody prosweschtschenija) mit dem Stalinpreis erster Klasse ausgezeichnet.

## Privates
Gribkow war dreimal verheiratet, zuletzt mit Lydia Jewgenjewa Kjakscht (1905–1976), die für das Filmstudio Sojusdetfilm arbeitete.

## Filmografie (Auswahl)
- 1937: Die letzte Nacht (Poslednjaja notsch)
- 1941: Das Zauberkorn (Wolschebnoje serno)
- 1943: Der Luftfuhrmann (Wosduschny iswostschik)
- 1946: Der Weg zum K.O. (Perwaja pertschatka)
- 1950: Beherrscher der Luft (Schukowski)
- 1951: Das unvergeßliche Jahr 1919 (Nesabywajemy 1919 god)
- 1957: Die Schneekönigin (Sneschnaja korolewa) (Stimme)